# 馮五美
馮五美（？—？），本籍浙江山陰，監生出身，是中國清朝官員，於1740年上任新港巡檢，隸屬於台灣道台灣府，為台灣清治時期的地方官員，該官職主要從事新港之管理事務。
| 前任： 張世榮 | 台灣府新港巡檢 1740年上任 | 繼任： 徐夔 |